# Міжнародна ленінська школа
Міжнародна ленінська школа (МЛШ) — навчальний заклад Комінтерну, заснований у Москві з метою навчання діячів революційного руху країн Європи, Азії та Латинської Америки.

## 1-й етап
У квітні 1926 року, згідно з рішенням конгресу Комінтерну були створені Міжнародні ленінські курси, що через два роки були перейменовані на Міжнародну ленінську школу. Діяла до 1938 року. Першим ректором був Микола Бухарін. У 30-ті роки ректором школи була Клавдія Кирсанова, дружина Губельмана М.І. (Омеляна Ярославського).
Призначалася для навчання членів партій, що мали значний досвід партійної роботи, але не мали можливості отримати освіту.
Оскільки більшість комуністичних партій світу працювали нелегально (на 1935 рік 50 із 76), то Міжнародна ленінська школа була таємним, конспіративним навчальним закладом, щоб запобігти репресивним заходам щодо її курсантів при поверненні їх до своїх країн. Кілька випускників школи, членів компартії Болгарії — після повернення на Батьківщину були заарештовані й страчені.
Під час громадянської війни в Іспанії для військової підготовки курсантів Міжнародної ленінської школи використовувалась спеціальна школа Військової академії імені М.В. Фрунзе у Рязані.
Міжнародна ленінська школа була офіційно закрита постановою політбюро ЦК ВКП(б) від 26 березня 1938 року. Слухачі школи були відправлені із СРСР.

## 2-й етап
Другий етап існування школи прийшовся на історичний час після Другої світової війни — епохи так званого «наступу соціалізму по всьому фронту», тобто утворення навкруги СРСР поясу держав-сателитів («табору соціалізму») та створення СРСР підривних антидержавних організацій та політичних рухів у країнах Азії, Африки та Латинської Америки.
Після 1956-року КПРС була відновлена школа з однойменною назвою, але тепер це вже була секретна міжнародно-політична школа. Засекречена школа-інтернат була розташована поза центру Москви, у районі станції метро Аеропорт. Вона пропонувала комуністам з Європи та особливо Латинської Америки кількарічний курс навчання. У ній також перебували час ті, хто у власних країнах займався протиправною діяльністю або перебував на нелегальному стані. Всі студенти були зобов'язані зберігати таємницю. Там навчалися чоловіки та жінки у віці від 20 до 50 років, походження тільки з «капіталістичних» країн або з країн з «диктаторськими режимами», включно голів прокомуністичних партій. Ті, хто походив з країн «соціалістичного табору» до навчання в цій школі не допускалися. У звичайному навчальному році викладалися: марксизм-ленінізм, стратегія і тактика, політична економія, історія робітничого руху, з поправкою на специфіку країн походження. Як згадує колишній слухач школи німецький комуніст Ганс Ґельхардт, на початку 1970-х років, згідно бажанням курсантів був введений фах «соціальна психологія», а такий наприклад фах як «радянська дійсність» ніколи там не викладався.
Викладацькі кадри - звичайно кооптувалися з Московського університету, або набиралися з партійних кадрів ЦК КПРС. Усі лекції на навчальні заняття мали синхронний переклад. 
У кінці 1970-х років в школі постали гострі дебати та суперечки зі слухачами з Італії та Франції з приводу проводимої «ревізіоністської» політики Італійської компартії та Єврокомунізму реформованої Комуністичної партії Франції.  
Школа була занедбана в кінці 1980-х років під час правління М. С. Горбачова та загальної кризи в СРСР.

## Відомі випускники
- Ольга Бенаріо-Престес — німецько-бразильська революціонерка.
- Владислав Гомулка
- Гайнц Гофман
- Нікос Захаріадіс
- Еріх Мільке — міністр державної безпеки НДР
- Давид Сікейрос
- Йосип Броз Тіто
- Вальтер Ульбріхт
- Антон Югов — голова Ради міністрів НРБ
- Еріх Гонеккер
- Вальдемар Фернер
- Фред Ельснер
- Ханна Вольф
- Альберт Гесслер
- Ірена Восіковскі
- Луїс Карлус Престіс
- Ян Фогелер
- Ганс Ґельхардт